# Bachumer Bach
Der Bachumer Bach ist ein 2.938 Meter langer, orografisch linker Nebenfluss der Ruhr im nordrhein-westfälischen Arnsberg, zum großen Teil als Grenzbach zwischen den Stadtteilen Bachum und Bergheim (zu Neheim gehörend). Der Bach entspringt nördlich der Ortschaft Dreihausen (zu Bachum gehörend) auf einer Höhe von 238 m ü. NN und fließt in nördliche Richtung auf 149 m ü. NN in die Ruhr.
Der Bach überwindet auf seinem Weg einen Höhenunterschied von 89 m, was bei einer Lauflänge von 2,938 km einem mittleren Sohlgefälle von 30,3 ‰ entspricht. Der Bach entwässert sich über die Ruhr und den Rhein zur Nordsee.

## Natur und Umwelt
Große Teile des Bachlaufes sind als geschützte Landschaftsbestandteile ausgewiesen. Der Unterlauf liegt im Naturschutzgebiet Ruhraue. Am Bach kommt die Wasseramsel vor.

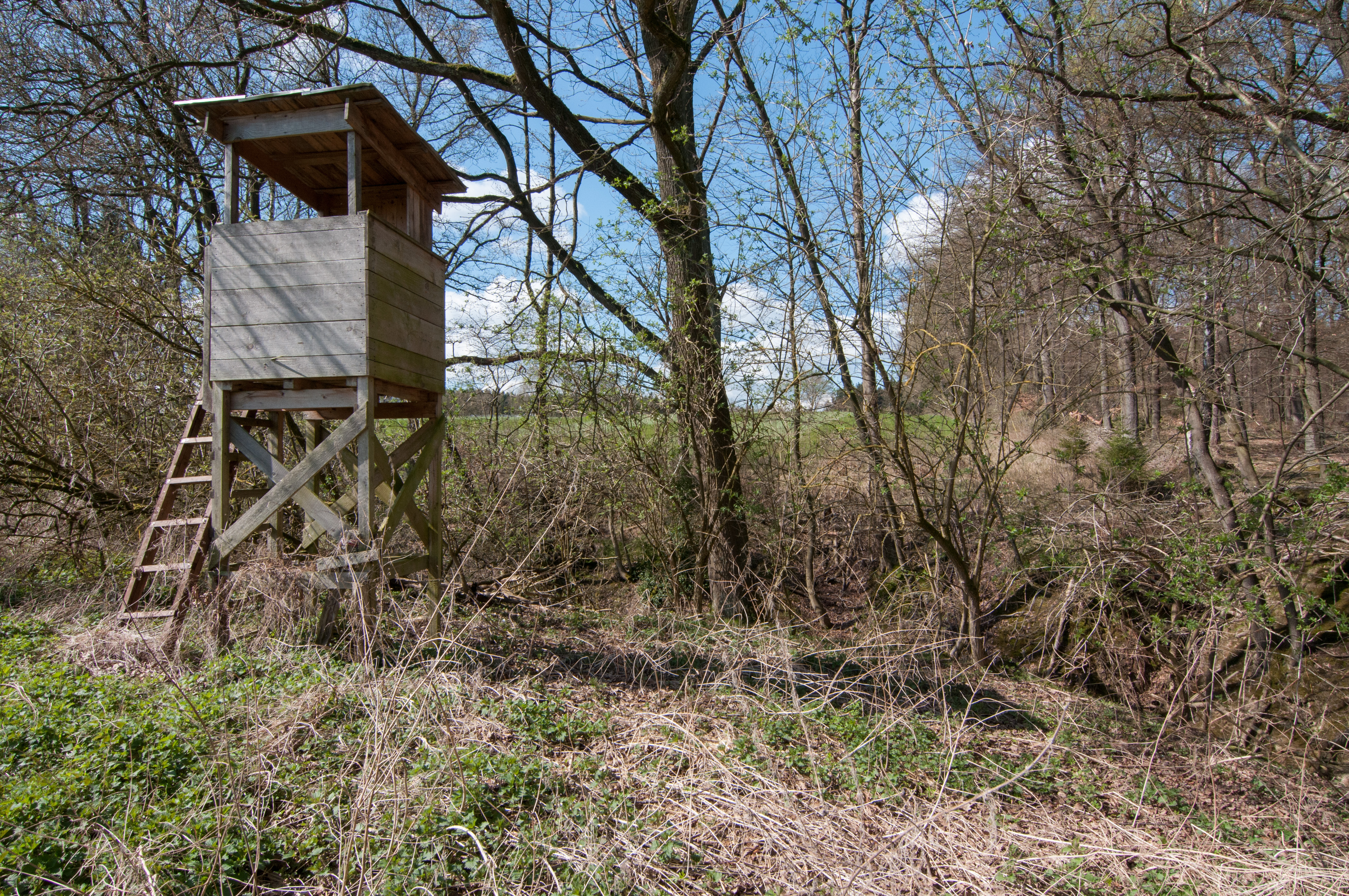
Hochsitz am Oberlauf
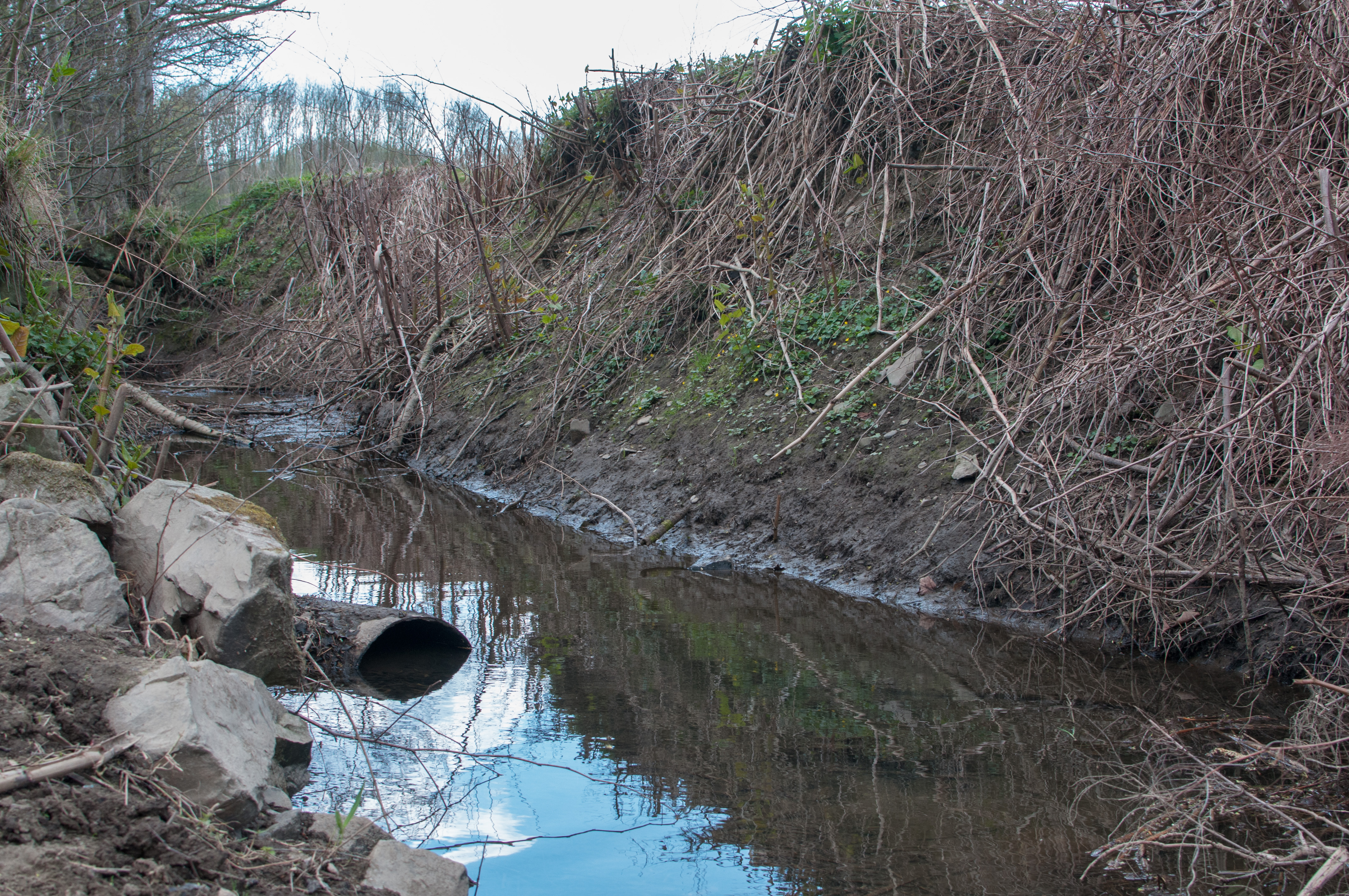
Tiefes Bachbett
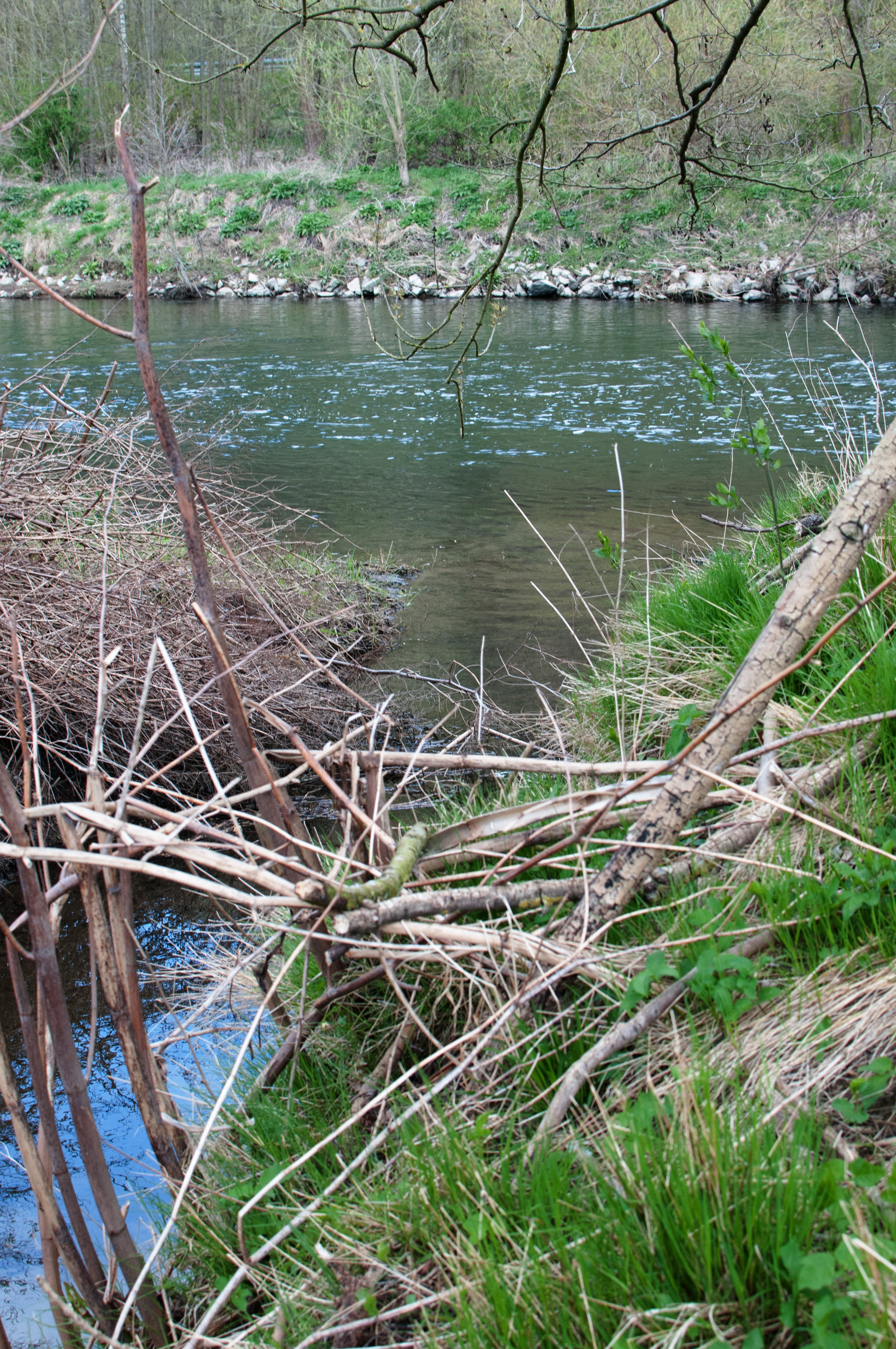
Abfluss in die Ruhr